# Чёртов овраг
Чёртов овраг — название древней, а также крайней западной палеоэскимосской стоянки на острове Врангеля, обнаруженной в 1975 году советскими учёными. Артефакты, найденные на крутых склонах оврага, представляют огромный интерес для палеонтологии и археологии. Они датируются 1750 г. до н. э., то есть приблизительно совпадают с концом эпохи существования мамонтов, накануне их полного исчезновения. Несмотря на предположения об антропогенных причинах вымирания мамонтов, археологи смогли подтвердить только факт охоты на морских животных (моржей). В овраге был обнаружен старейший из найденных поворотных гарпунов Чукотки, изготовленный приблизительно 3360 лет назад.